# 岸田有加
岸田 有加（きしだ ゆか、1983年8月31日 - ）は、日本のプロボウラー。JPBA第43期生・ライセンスNo.463。ACTエースレーン所属。用品契約はSTEELSPORTS。身長154cm。血液型O型。大阪府出身。京都産業大学卒業。『ボウリング革命 P★League』でのキャッチフレーズは『情熱ポニーテール』。JPBA永久A級ライセンス保持者。愛称は「きしゆか」。

## 人物
京都産業大学に進学し、ボウリング部に所属。4年の時に女子部のキャプテンを務めた。
卒業後に下着メーカーに就職するが、2010年にプロテストを受験して合格。プロ入りを果たす。
2010年のプロ入りから5年連続でトップシード（ポイントランキング18位以内）を獲得し、女子プロボウラーでは91人目のJPBA永久A級ライセンスを取得した。
自身のYouTubeチャンネル、きしゆかちゃんねる（プロボウラー岸田有加情熱ボウリング）でボウリング関連の動画配信を行っている。

## Pリーグでの成績
- 第42戦 第3位

## アマチュア時代の成績
- 第34・36・37回 全日本大学個人ボウリング選手権大会　優勝
- 第40回 - 43回 全日本大学ボウリング選手権 女子3人チーム戦　優勝

### 2009年
- 第4回 MKチャリティカップ ベストアマ（総合15位）
- 第25回 六甲クィーンズオープン ベストアマ
- 第33回 ABSジャパンオープン 4人チーム戦 優勝

## プロ入り後の成績

### 2011年
- 千葉女子オープン 10位
- BIGBOX東大和カップ 7位
- 六甲クィーンズオープン 3位
- 2011プロボウリングレディース新人戦 優勝
- ラウンドワンカップ レディース 7位
- JLBCプリンスカップ 14位
- 日本プロスポーツ大賞 新人賞

### 2012年
- 千葉女子オープン 9位
- 六甲クィーンズオープン 準優勝
- 第36回ABSジャパンオープン 5位

### 2013年
- 2013宮崎プロアマオープントーナメント 3位

### 2014年
- 2014宮崎プロアマオープントーナメント 3位

### 2015年
- 2015宮崎プロアマトーナメント 9位タイ
- 中日杯2015東海オープン 15位
- 第10回MKチャリティカップ 6位

### 2017年
- JLBCクィーンズオープン 4位